# BPMエンターテインメント
BPMエンターテインメント（朝: 빅플래닛메이드、英: BPM Entertainment）は、韓国の芸能事務所。正式名称はBig Planet Madeエンターテインメントである。

## 概要
2021年7月9日設立。9月29日に元SISTARのソユと契約し、BPMエンターテインメントの最初の所属アーティストになった。10月6日には元GFRIENDのウナ、シンビ、オムジと契約し、2022年2月9日にウナ、シンビ、オムジはガールズグループ・VIVIZとしてデビュー。

## 所属

### グループ
- VIVIZ
- Mighty Mouth
- BADVILLAIN

### 歌手
- ソユ
- ハ・ソンウン
- イ・ムジン
- BE'O（協力：FameUsエンターテインメント）
- レン
- テミン (SHINee)
- イ・スンギ

### 俳優・女優
- チョ・スミン